# Titanoeca lianyuanensis
Espèce
Titanoeca lianyuanensis est une espèce d'araignées aranéomorphes de la famille des Titanoecidae.

## Distribution
Cette espèce est endémique du Hunan en Chine,.

## Étymologie
Son nom d'espèce, composé de lianyuan et du suffixe latin -ensis, « qui vit dans, qui habite », lui a été donné en référence au lieu de sa découverte, Lianyuan.

## Publication originale
- Xu, Yin & Bao, 2002 : A new species of the genus Titanoeca from China (Araneae: Titanoecidae). Acta Zootaxonomica Sinica, vol. 27, no 2, p. 235-237.